# Harmine
L'harmine, aussi appelée télépathine, au même titre que l'harmaline est un alcaloïde végétal du groupe des harmanes. Il provient notamment des plantes du genre Banisteriopsis et possède des propriétés d'antagonistes sérotoninergiques. Combiné à la diméthyltryptamine, il confère à l'ayahuasca ses propriétés hallucinogènes.
L'harmine est également le principal alcaloïde du Peganum harmala une plante de la famille des Zygophyllaceae. C'est à partir de cette espèce qu'il fut isolé en 1841.